# Goffredo Montanari
Goffredo Montanari (... – Torino, agosto 1300) è stato un vescovo cattolico italiano.

## Biografia
Goffredo Montanari nacque nel Vercellese e ancora giovane intraprese la carriera ecclesiastica, entrando a far parte dei canonici regolari di Sant'Antonio di Vienne, venendo in seguito nominato alla sede episcopale di Torino il 20 febbraio 1264 ad opera di papa Urbano IV.
Uno dei suoi primi atti, una volta eletto vescovo, fu quello di visitare i territori della propria diocesi, soggiornando per diverso tempo a Saluzzo, a cui si aggiunsero altre visite nel corso della propria reggenza.
Durante la propria reggenza, ebbe notevoli contrasti con le autorità statali e non solo con i Savoia (i quali a sua detta occupavano abusivamente alcuni castelli e piazzeforti di proprietà della diocesi di Torino) ma anche col comune di Torino, il quale aveva posto l'ipoteca su alcuni dei possedimenti della chiesa cittadina.
Morì a Torino nell'agosto del 1300.